# Дитрих VI фон Хонщайн-Херинген
Дитрих VI фон Хонщайн-Херинген (на немски: Dietrich VI (VII) von Honstein-Heringen; † сл. 26 март 1393) е граф на Хонщайн и Херинген.

## Произход
Той е син на граф Дитрих V фон Хонщайн-Херинген († 1378/1379) и първата му съпруга графиня Аделхайд фон Холщайн-Шауенбург-Рендсбург († 1350), вдовица на херцог Ерих II фон Шлезвиг († 1325), дъщеря на граф Хайнрих I фон Холщайн-Рендсбург († 1304) и Хайлвиг фон Бронкхорст († 1324). Баща му се жени втори път 1366 г. за принцеса София фон Брауншвайг-Волфенбютел († 1394), дъщеря на херцог Магнус I фон Брауншвайг-Волфенбютел и маркграфиня София фон Бранденбург.
Брат е на граф Хайнрих VIII фон Хонщайн († 1392/1399), Ирмгард фон Хонщайн-Клетенберг († 1366/1367), омъжена за Конрад фон Танроде-Щраусфурт († сл. 1393), Агнес фон Хонщайн (†1404), омъжена 1377 г. за граф Христиан V фон Олденбург († 1399), и на Елизабет фон Хонщайн († сл. 1393), омъжена 1393 г. за Бруно фон Кверфурт († сл. 1402).

## Фамилия
Първи брак: през 1366 г. с Лутрудис фон Шварцбург-Кефернбург (* ок. 1350; † сл. 1397), дъщеря на граф на Гюнтер XII фон Кефернбург († 1368/1371) и Лорета фон Епщайн († 1351/1353). Те нямат деца.
Втори брак: пр. 4 май 1391 г. с Лутруд фон Мансфелд-Кверфурт (* ок. 1350; † сл. 1394), дъщеря на граф Гебхард III фон Мансфелд-Кверфурт († сл. 1360) и Луитгарда фон Фалкенщайн († сл. 1360). Те имат децата:
- Дитрих VIII фон Хонщайн-Херинген († 1412/1417), женен за Аделхайд фон Холщайн-Шауенбург-Пинеберг († 1404)
- Улрих фон Хонщайн († 1422), домхер в Халберщат (1407 – 1422).
- Елизабет фон Хонщайн († 1417), омъжена I. ок. 1404 г. за Бурхард (Бусо) VII фон Кверфурт († 1406), II. пр. 1 юни 1414 г. за Готшалк фон Плесе и Херинген († 1443)
- Лутруд фон Хонщайн († 1446), омъжена 1402 г. за Хайнрих VII фон Гера († 1420)